# Chajew-Kolonia
Chajew-Kolonia est une localité polonaise de la gmina de Brąszewice, située dans le powiat de Sieradz en voïvodie de Łódź.